# Norman Manley
Norman Washington Manley, né le 4 juillet 1893 à Roxborough et mort le 2 septembre 1969 à Kingston, est un avocat et homme politique jamaïcain, chef du gouvernement de la Jamaïque de 1955 à 1962.

## Biographie
Norman Washington Manley est né de parents métis à Roxborough, dans la paroisse de Manchester, en Jamaïque le 4 juillet 1893. Son père, Thomas Albert Samuel Manley était un petit homme d'affaires et sa mère, Margaret Shearer, était la fille d'une métisse et son mari irlandais, éleveur. Il commence des études primaires puis secondaires brillantes qui lui permettent d'obtenir la seule Bourse Rhodes pour la Jamaïque de l'année 1914 et part étudier le droit au Jesus College de l'Université d'Oxford. Cependant la guerre interrompt ses études, car il s'engage dans la British Army avec son frère Roy et participe à la Bataille de la Somme puis à la Bataille de Passchendaele, grâce à ses exploits sur le champ de bataille, il est décoré de la Médaille militaire. Il reprend ses études après-guerre et étudie le droit à Gray's Inn pour intégrer le barreau en 1921. La même année, il se marie avec sa cousine Edna Swithenbank et retourne en Jamaïque.
Dans les années 1930, alors que la Jamaïque traverse une grave crise économique et que les mouvements ouvriers subissent une vague de répression du pouvoir colonial britannique, Manley se range peu à peu de leur côté comme avocat et avec son cousin Alexander Bustamante devient une des figures du mouvement. Il fonde avec lui le Parti national du peuple (PNP) le 18 septembre 1938 qui en plus de la défense des travailleurs, milite aussi pour l'instauration du suffrage universel au sein de la colonie. Norman Malney dirige aussi le Bustamante Industrial Trade Union (en) pendant l'emprisonnement de son fondateur de 1940 à 1943, mais dès la sortie de prison de ce dernier, la rupture a lieu entre les deux chefs. Manley et le PNP créent alors le Trade Union Congress (Jamaica) (en).
En 1944, ont lieu les premières élections au suffrage universel en Jamaïque et le PNP remporte cinq sièges sur trente-deux, Norman Manley est lui-même élu. À la Chambre des représentants, il est un partisan de la création de la Fédération des Indes occidentales à laquelle s'oppose Alexander Bustamante, majoritaire à la Chambre. Lors des élections de 1949, le PNP est majoritaire en voix, mais le découpage électoral fait que le JLP de Bustamante reste majoritaire. En 1953, le poste de ministre en chef de la Jamaïque est créé et c'est Bustamante qui est le premier titulaire du poste. 
En 1955, le PNP remporte les élections avec dix-huit sièges sur trente-deux et Manley devient alors ministre en chef de la Jamaïque. Pendant son gouvernement, Manley met l'accent sur l'agriculture, l'éducation et l'industrie.  Il est aussi un ardent défenseur de la Fédération des Indes occidentales, créée en 1958, mais lorsque Alexander Bustamante déclare que le Parti travailliste de Jamaïque (JLP), sortirait la Jamaïque de la Fédération, Norman Manley appelle au référendum, sans précédent en Jamaïque, pour laisser le peuple décider.
En 1959, le PNP atteint l'un de ses principaux objectifs, celui de l'autonomie gouvernementale. Le gouvernement jamaïcain devient responsable des affaires intérieures du pays et Manley devient le premier Premier of Jamaica. Le référendum sur la dissolution de la Fédération a lieu en septembre 1961 et c'est l'option scissionniste qui l'emporte. Manley convoque alors des élections générales pour l'année 1962. Le PNP perd ses élections avec dix-neuf sièges, contre vingt-six pour le JLP. Manley redevient le chef de l'opposition face à Bustamante, poste qu'il occupe jusqu'en 1969 où il doit se retirer pour raisons de santé. Il meurt le 2 septembre 1969, son fils Michael Manley le remplace à la tête du PNP.